# 1286
Portal Geschichte | Portal Biografien | Aktuelle Ereignisse | Jahreskalender | Tagesartikel

◄ |
12. Jahrhundert |
13. Jahrhundert
| 14. Jahrhundert | ►

◄ |
1250er |
1260er |
1270er |
1280er
| 1290er | 1300er | 1310er | ►

◄◄ |
◄ |
1282 |
1283 |
1284 |
1285 |
1286
| 1287 | 1288 | 1289 | 1290 | ► | ►►
Staatsoberhäupter  · Nekrolog
| Januar | Januar | Januar | Januar | Januar | Januar | Januar | Januar |
| Kw     | Mo     | Di     | Mi     | Do     | Fr     | Sa     | So     |
| ------ | ------ | ------ | ------ | ------ | ------ | ------ | ------ |
| 1      |        | 1      | 2      | 3      | 4      | 5      | 6      |
| 2      | 7      | 8      | 9      | 10     | 11     | 12     | 13     |
| 3      | 14     | 15     | 16     | 17     | 18     | 19     | 20     |
| 4      | 21     | 22     | 23     | 24     | 25     | 26     | 27     |
| 5      | 28     | 29     | 30     | 31     |        |        |        |

| Februar | Februar | Februar | Februar | Februar | Februar | Februar | Februar |
| Kw      | Mo      | Di      | Mi      | Do      | Fr      | Sa      | So      |
| ------- | ------- | ------- | ------- | ------- | ------- | ------- | ------- |
| 5       |         |         |         |         | 1       | 2       | 3       |
| 6       | 4       | 5       | 6       | 7       | 8       | 9       | 10      |
| 7       | 11      | 12      | 13      | 14      | 15      | 16      | 17      |
| 8       | 18      | 19      | 20      | 21      | 22      | 23      | 24      |
| 9       | 25      | 26      | 27      | 28      |         |         |         |

| März | März | März | März | März | März | März | März |
| Kw   | Mo   | Di   | Mi   | Do   | Fr   | Sa   | So   |
| ---- | ---- | ---- | ---- | ---- | ---- | ---- | ---- |
| 9    |      |      |      |      | 1    | 2    | 3    |
| 10   | 4    | 5    | 6    | 7    | 8    | 9    | 10   |
| 11   | 11   | 12   | 13   | 14   | 15   | 16   | 17   |
| 12   | 18   | 19   | 20   | 21   | 22   | 23   | 24   |
| 13   | 25   | 26   | 27   | 28   | 29   | 30   | 31   |

| April | April | April | April | April | April | April | April |
| Kw    | Mo    | Di    | Mi    | Do    | Fr    | Sa    | So    |
| ----- | ----- | ----- | ----- | ----- | ----- | ----- | ----- |
| 14    | 1     | 2     | 3     | 4     | 5     | 6     | 7     |
| 15    | 8     | 9     | 10    | 11    | 12    | 13    | 14    |
| 16    | 15    | 16    | 17    | 18    | 19    | 20    | 21    |
| 17    | 22    | 23    | 24    | 25    | 26    | 27    | 28    |
| 18    | 29    | 30    |       |       |       |       |       |

| Mai | Mai | Mai | Mai | Mai | Mai | Mai | Mai |
| Kw  | Mo  | Di  | Mi  | Do  | Fr  | Sa  | So  |
| 18  |     |     | 1   | 2   | 3   | 4   | 5   |
| 19  | 6   | 7   | 8   | 9   | 10  | 11  | 12  |
| 20  | 13  | 14  | 15  | 16  | 17  | 18  | 19  |
| 21  | 20  | 21  | 22  | 23  | 24  | 25  | 26  |
| 22  | 27  | 28  | 29  | 30  | 31  |     |     |
| --- | --- | --- | --- | --- | --- | --- | --- |

| Juni | Juni | Juni | Juni | Juni | Juni | Juni | Juni |
| Kw   | Mo   | Di   | Mi   | Do   | Fr   | Sa   | So   |
| ---- | ---- | ---- | ---- | ---- | ---- | ---- | ---- |
| 22   |      |      |      |      |      | 1    | 2    |
| 23   | 3    | 4    | 5    | 6    | 7    | 8    | 9    |
| 24   | 10   | 11   | 12   | 13   | 14   | 15   | 16   |
| 25   | 17   | 18   | 19   | 20   | 21   | 22   | 23   |
| 26   | 24   | 25   | 26   | 27   | 28   | 29   | 30   |

| Juli | Juli | Juli | Juli | Juli | Juli | Juli | Juli |
| Kw   | Mo   | Di   | Mi   | Do   | Fr   | Sa   | So   |
| ---- | ---- | ---- | ---- | ---- | ---- | ---- | ---- |
| 27   | 1    | 2    | 3    | 4    | 5    | 6    | 7    |
| 28   | 8    | 9    | 10   | 11   | 12   | 13   | 14   |
| 29   | 15   | 16   | 17   | 18   | 19   | 20   | 21   |
| 30   | 22   | 23   | 24   | 25   | 26   | 27   | 28   |
| 31   | 29   | 30   | 31   |      |      |      |      |

| August | August | August | August | August | August | August | August |
| Kw     | Mo     | Di     | Mi     | Do     | Fr     | Sa     | So     |
| ------ | ------ | ------ | ------ | ------ | ------ | ------ | ------ |
| 31     |        |        |        | 1      | 2      | 3      | 4      |
| 32     | 5      | 6      | 7      | 8      | 9      | 10     | 11     |
| 33     | 12     | 13     | 14     | 15     | 16     | 17     | 18     |
| 34     | 19     | 20     | 21     | 22     | 23     | 24     | 25     |
| 35     | 26     | 27     | 28     | 29     | 30     | 31     |        |

| September | September | September | September | September | September | September | September |
| Kw        | Mo        | Di        | Mi        | Do        | Fr        | Sa        | So        |
| --------- | --------- | --------- | --------- | --------- | --------- | --------- | --------- |
| 35        |           |           |           |           |           |           | 1         |
| 36        | 2         | 3         | 4         | 5         | 6         | 7         | 8         |
| 37        | 9         | 10        | 11        | 12        | 13        | 14        | 15        |
| 38        | 16        | 17        | 18        | 19        | 20        | 21        | 22        |
| 39        | 23        | 24        | 25        | 26        | 27        | 28        | 29        |
| 40        | 30        |           |           |           |           |           |           |

| Oktober | Oktober | Oktober | Oktober | Oktober | Oktober | Oktober | Oktober |
| Kw      | Mo      | Di      | Mi      | Do      | Fr      | Sa      | So      |
| ------- | ------- | ------- | ------- | ------- | ------- | ------- | ------- |
| 40      |         | 1       | 2       | 3       | 4       | 5       | 6       |
| 41      | 7       | 8       | 9       | 10      | 11      | 12      | 13      |
| 42      | 14      | 15      | 16      | 17      | 18      | 19      | 20      |
| 43      | 21      | 22      | 23      | 24      | 25      | 26      | 27      |
| 44      | 28      | 29      | 30      | 31      |         |         |         |

| November | November | November | November | November | November | November | November |
| Kw       | Mo       | Di       | Mi       | Do       | Fr       | Sa       | So       |
| -------- | -------- | -------- | -------- | -------- | -------- | -------- | -------- |
| 44       |          |          |          |          | 1        | 2        | 3        |
| 45       | 4        | 5        | 6        | 7        | 8        | 9        | 10       |
| 46       | 11       | 12       | 13       | 14       | 15       | 16       | 17       |
| 47       | 18       | 19       | 20       | 21       | 22       | 23       | 24       |
| 48       | 25       | 26       | 27       | 28       | 29       | 30       |          |

| Dezember | Dezember | Dezember | Dezember | Dezember | Dezember | Dezember | Dezember |
| Kw       | Mo       | Di       | Mi       | Do       | Fr       | Sa       | So       |
| -------- | -------- | -------- | -------- | -------- | -------- | -------- | -------- |
| 48       |          |          |          |          |          |          | 1        |
| 49       | 2        | 3        | 4        | 5        | 6        | 7        | 8        |
| 50       | 9        | 10       | 11       | 12       | 13       | 14       | 15       |
| 51       | 16       | 17       | 18       | 19       | 20       | 21       | 22       |
| 52       | 23       | 24       | 25       | 26       | 27       | 28       | 29       |
| 1        | 30       | 31       |          |          |          |          |          |

| Januar | Januar | Januar | Januar | Januar | Januar | Januar | Januar |
| Kw     | Mo     | Di     | Mi     | Do     | Fr     | Sa     | So     |
| ------ | ------ | ------ | ------ | ------ | ------ | ------ | ------ |
| 1      |        | 1      | 2      | 3      | 4      | 5      | 6      |
| 2      | 7      | 8      | 9      | 10     | 11     | 12     | 13     |
| 3      | 14     | 15     | 16     | 17     | 18     | 19     | 20     |
| 4      | 21     | 22     | 23     | 24     | 25     | 26     | 27     |
| 5      | 28     | 29     | 30     | 31     |        |        |        |

| Februar | Februar | Februar | Februar | Februar | Februar | Februar | Februar |
| Kw      | Mo      | Di      | Mi      | Do      | Fr      | Sa      | So      |
| ------- | ------- | ------- | ------- | ------- | ------- | ------- | ------- |
| 5       |         |         |         |         | 1       | 2       | 3       |
| 6       | 4       | 5       | 6       | 7       | 8       | 9       | 10      |
| 7       | 11      | 12      | 13      | 14      | 15      | 16      | 17      |
| 8       | 18      | 19      | 20      | 21      | 22      | 23      | 24      |
| 9       | 25      | 26      | 27      | 28      |         |         |         |

| März | März | März | März | März | März | März | März |
| Kw   | Mo   | Di   | Mi   | Do   | Fr   | Sa   | So   |
| ---- | ---- | ---- | ---- | ---- | ---- | ---- | ---- |
| 9    |      |      |      |      | 1    | 2    | 3    |
| 10   | 4    | 5    | 6    | 7    | 8    | 9    | 10   |
| 11   | 11   | 12   | 13   | 14   | 15   | 16   | 17   |
| 12   | 18   | 19   | 20   | 21   | 22   | 23   | 24   |
| 13   | 25   | 26   | 27   | 28   | 29   | 30   | 31   |

| April | April | April | April | April | April | April | April |
| Kw    | Mo    | Di    | Mi    | Do    | Fr    | Sa    | So    |
| ----- | ----- | ----- | ----- | ----- | ----- | ----- | ----- |
| 14    | 1     | 2     | 3     | 4     | 5     | 6     | 7     |
| 15    | 8     | 9     | 10    | 11    | 12    | 13    | 14    |
| 16    | 15    | 16    | 17    | 18    | 19    | 20    | 21    |
| 17    | 22    | 23    | 24    | 25    | 26    | 27    | 28    |
| 18    | 29    | 30    |       |       |       |       |       |

| Mai | Mai | Mai | Mai | Mai | Mai | Mai | Mai |
| Kw  | Mo  | Di  | Mi  | Do  | Fr  | Sa  | So  |
| 18  |     |     | 1   | 2   | 3   | 4   | 5   |
| 19  | 6   | 7   | 8   | 9   | 10  | 11  | 12  |
| 20  | 13  | 14  | 15  | 16  | 17  | 18  | 19  |
| 21  | 20  | 21  | 22  | 23  | 24  | 25  | 26  |
| 22  | 27  | 28  | 29  | 30  | 31  |     |     |
| --- | --- | --- | --- | --- | --- | --- | --- |

| Juni | Juni | Juni | Juni | Juni | Juni | Juni | Juni |
| Kw   | Mo   | Di   | Mi   | Do   | Fr   | Sa   | So   |
| ---- | ---- | ---- | ---- | ---- | ---- | ---- | ---- |
| 22   |      |      |      |      |      | 1    | 2    |
| 23   | 3    | 4    | 5    | 6    | 7    | 8    | 9    |
| 24   | 10   | 11   | 12   | 13   | 14   | 15   | 16   |
| 25   | 17   | 18   | 19   | 20   | 21   | 22   | 23   |
| 26   | 24   | 25   | 26   | 27   | 28   | 29   | 30   |

| Juli | Juli | Juli | Juli | Juli | Juli | Juli | Juli |
| Kw   | Mo   | Di   | Mi   | Do   | Fr   | Sa   | So   |
| ---- | ---- | ---- | ---- | ---- | ---- | ---- | ---- |
| 27   | 1    | 2    | 3    | 4    | 5    | 6    | 7    |
| 28   | 8    | 9    | 10   | 11   | 12   | 13   | 14   |
| 29   | 15   | 16   | 17   | 18   | 19   | 20   | 21   |
| 30   | 22   | 23   | 24   | 25   | 26   | 27   | 28   |
| 31   | 29   | 30   | 31   |      |      |      |      |

| August | August | August | August | August | August | August | August |
| Kw     | Mo     | Di     | Mi     | Do     | Fr     | Sa     | So     |
| ------ | ------ | ------ | ------ | ------ | ------ | ------ | ------ |
| 31     |        |        |        | 1      | 2      | 3      | 4      |
| 32     | 5      | 6      | 7      | 8      | 9      | 10     | 11     |
| 33     | 12     | 13     | 14     | 15     | 16     | 17     | 18     |
| 34     | 19     | 20     | 21     | 22     | 23     | 24     | 25     |
| 35     | 26     | 27     | 28     | 29     | 30     | 31     |        |

| September | September | September | September | September | September | September | September |
| Kw        | Mo        | Di        | Mi        | Do        | Fr        | Sa        | So        |
| --------- | --------- | --------- | --------- | --------- | --------- | --------- | --------- |
| 35        |           |           |           |           |           |           | 1         |
| 36        | 2         | 3         | 4         | 5         | 6         | 7         | 8         |
| 37        | 9         | 10        | 11        | 12        | 13        | 14        | 15        |
| 38        | 16        | 17        | 18        | 19        | 20        | 21        | 22        |
| 39        | 23        | 24        | 25        | 26        | 27        | 28        | 29        |
| 40        | 30        |           |           |           |           |           |           |

| Oktober | Oktober | Oktober | Oktober | Oktober | Oktober | Oktober | Oktober |
| Kw      | Mo      | Di      | Mi      | Do      | Fr      | Sa      | So      |
| ------- | ------- | ------- | ------- | ------- | ------- | ------- | ------- |
| 40      |         | 1       | 2       | 3       | 4       | 5       | 6       |
| 41      | 7       | 8       | 9       | 10      | 11      | 12      | 13      |
| 42      | 14      | 15      | 16      | 17      | 18      | 19      | 20      |
| 43      | 21      | 22      | 23      | 24      | 25      | 26      | 27      |
| 44      | 28      | 29      | 30      | 31      |         |         |         |

| November | November | November | November | November | November | November | November |
| Kw       | Mo       | Di       | Mi       | Do       | Fr       | Sa       | So       |
| -------- | -------- | -------- | -------- | -------- | -------- | -------- | -------- |
| 44       |          |          |          |          | 1        | 2        | 3        |
| 45       | 4        | 5        | 6        | 7        | 8        | 9        | 10       |
| 46       | 11       | 12       | 13       | 14       | 15       | 16       | 17       |
| 47       | 18       | 19       | 20       | 21       | 22       | 23       | 24       |
| 48       | 25       | 26       | 27       | 28       | 29       | 30       |          |

| Dezember | Dezember | Dezember | Dezember | Dezember | Dezember | Dezember | Dezember |
| Kw       | Mo       | Di       | Mi       | Do       | Fr       | Sa       | So       |
| -------- | -------- | -------- | -------- | -------- | -------- | -------- | -------- |
| 48       |          |          |          |          |          |          | 1        |
| 49       | 2        | 3        | 4        | 5        | 6        | 7        | 8        |
| 50       | 9        | 10       | 11       | 12       | 13       | 14       | 15       |
| 51       | 16       | 17       | 18       | 19       | 20       | 21       | 22       |
| 52       | 23       | 24       | 25       | 26       | 27       | 28       | 29       |
| 1        | 30       | 31       |          |          |          |          |          |

## Ereignisse

### Politik und Weltgeschehen

#### Schottland

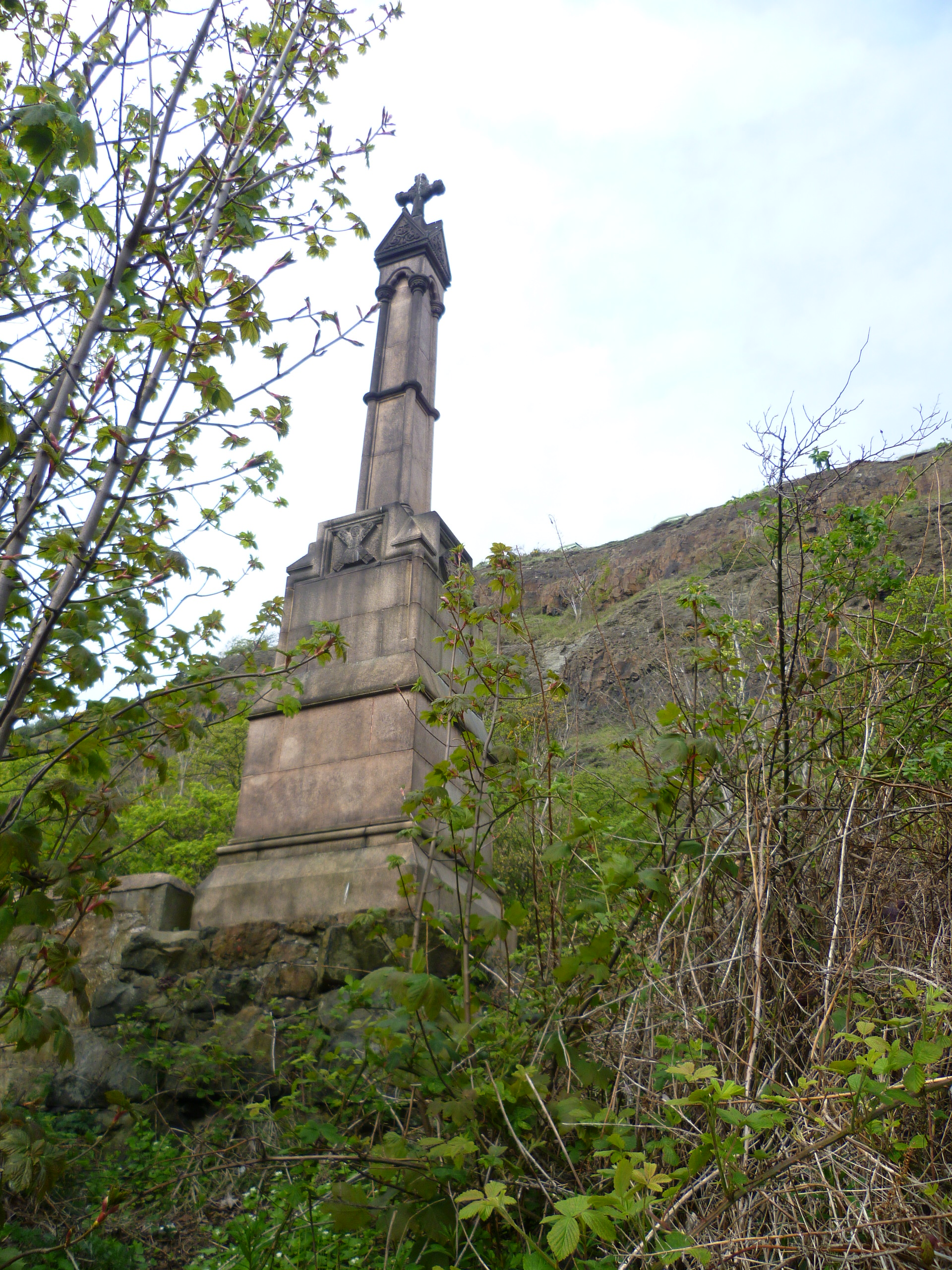
Die vermutliche Absturzstelle Alexanders III. in Kinghorn

- 19. März: Der schottische König Alexander III., dessen Kinder alle schon vor ihm verstorben sind, kommt überraschend durch einen Unfall ums Leben. Die schottischen Magnaten und Prälaten versammeln sich im Anschluss in Scone, um sechs Guardians of Scotland zu wählen, die dann die Regentschaft über das Königreich für den rechtmäßigen Erben ausüben sollen. Die Hoffnung auf eine Schwangerschaft von Alexanders zweiter Frau Jolanda von Dreux zerschlägt sich im Laufe des Jahres, woraufhin Alexanders dreijährige Enkelin Margarete schottische Thronerbin wird. Margarete, Tochter des norwegischen Königs Erik II., befindet sich zu diesem Zeitpunkt gerade bei ihrem Vater in Norwegen. Daneben erheben aber auch zwei mächtige Adlige, Robert Bruce, 5. Lord of Annandale und John Balliol, Anspruch auf den Thron.

#### Skandinavien
- 22. November: Im jütländischen Finderup wird der dänische König Erik V. Klipping mit mehreren Stichen erdolcht. Über die Identität der Mörder herrscht Ungewissheit, als Drahtzieher wird sein Cousin Jakob Nielson, Graf von Halland, ein Enkel von Waldemar II. Sejrs unehelichem Sohn Niels, genannt. Eriks zwölfjähriger Sohn Erik VI. besteigt den dänischen Thron unter der Regentschaft seiner Mutter Agnes von Brandenburg. Diese begnadigt den in dänischer Gefangenschaft befindlichen Herzog Waldemar IV. von Schleswig und macht ihn zum Reichsverweser.

#### Heiliges Römisches Reich
- 26. April: Heinrich II. von Finstingen stirbt. Zu seinem Nachfolger als Erzbischof und Kurfürst von Trier wird Boemund I. von Warsberg gewählt. Die Wahl ist mit drei Mitbewerbern sehr umstritten und ein Teil des Domkapitels steht dem neuen Erzbischof feindlich gegenüber. Auch Papst Nikolaus IV. weigert sich drei Jahre, die Wahl Boemunds zu bestätigen.
- Meinhard II., Graf von Tirol und Görz, wird von König Rudolf I. zum Reichsfürsten erhoben und mit dem Herzogtum Kärnten belehnt. Gleichzeitig wird der Meinhardiner Pfandherr des Herzogtums Krain und der Windischen Mark.
- Der Herzog von Sachsen-Lauenburg überlässt der Stadt Hamburg die Hälfte der Insel „O“ vor der Nordwestspitze Hadelns.

#### Frankreich
- 6. Januar: Philipp IV. wird in der Kathedrale von Reims zum französischen König gekrönt und gesalbt. Seine erste Regierungsmaßnahme ist die Beseitigung der Grabenkämpfe am Hof, indem er seine Stiefmutter Maria von Brabant von dort verdrängt und seine Großmutter Margarete von der Provence zum Rückzug in ein Kloster bewegt.

#### Westlicher Mittelmeerraum
Sultan Abu Yusuf Yaqub der marokkanischen Meriniden stirbt bei der Belagerung von Algeciras in Andalusien, die er unternommen hat, um die in Granada regierenden Nasriden gegen die Angriffe von Kastilien zu unterstützen. Sein Nachfolger als Herrscher in Marokko wird sein Sohn Abu Yaqub Yusuf.

#### Urkundliche Ersterwähnungen
- Erste urkundliche Erwähnung von Epfenbach, Musbach, Namlos, Rammingen und Reilingen

### Wirtschaft
- Der französische König Philipp IV. hebt erstmals die Gabelle ein, eine Salzsteuer.

### Wissenschaft, Religion und Kultur
- Pfingsten, Generalkapitel der Dominikaner in Paris: Die Verbindlichkeit des Thomismus für die Ordensmitglieder wird erhöht; sie sollen die Lehre des Thomas von Aquin verbreiten, sosehr sie können, und sie sollen ihn gegen Angriffe verteidigen.
- Die Magdalenerinnen werden vorübergehend dem Dominikanerorden angegliedert.
- Der Dominikaner Johannes Balbus verfasst das Catholicon, ein großes lateinisches Wörterbuch zur „richtigen“ Auslegung der Bibel. Eine Grammatik ergänzt das Wörterbuch, welches teilweise enzyklopädische Einträge enthält. Der Klerus und der lateinkundige Bürger können daraus das wesentliche Wissen ihrer Zeit entnehmen und es wie eine Art Konversationslexikon benutzen.
- Die Abbaye de Montigny-lès-Vesoul, eine Abtei der Klarissen-Urbanistinnen am Flurort Champ de Blacon in der ostfranzösischen Gemeinde Montigny-lès-Vesoul, wird gegründet. Einnahmen durch Zehnten und eigene Güter in den umliegenden Dörfern Montigny, Chariez, Montsote und Grange-du-Bois sichern die Versorgung des Stifts.

### Natur und Umwelt
- Deutschland: Harter Winter, extremer Frost, die Ostsee friert zu.[1] Das Frühjahr ist kalt und schneereich.

## Geboren

### Geburtsdatum gesichert
- 2. Februar: Joan de Geneville, englische Adelige († 1356)
- 8. März: Johann III., Herzog von Bretagne, Vizegraf von Limoges, Graf von Penthièvre und Earl of Richmond († 1341)
- 30. Juni: John de Warenne, 7. Earl of Surrey, englischer Magnat († 1347)
- 1. September: Elisabeth Richza von Polen, Königin von Böhmen und Polen († 1335)
- 4. September: John Mowbray, englischer Adeliger und Rebell († 1322)

### Genaues Geburtsdatum unbekannt
- Guy I. de Clermont, Herr von Breteuil und Offemont sowie Marschall von Frankreich († 1302)
- James Douglas, Lord of Douglas, schottischer Adeliger und Heerführer († 1330)
- Elisabeth von Lobdeburg-Arnshaugk, Markgräfin von Meißen und Landgräfin von Thüringen († 1359)
- Hugh le Despenser, englischer Höfling und Politiker, Günstling von König Edward II. von England († 1326)
- Johannes Palaiologos, byzantinischer Prinz und Gouverneur († 1307)
- Kalonymus ben Kalonymus, provenzalischer jüdischer Autor und Übersetzer (gest. nach 1328)

### Geboren um 1286
- Giorgi V., König von Georgien († 1346)
- Lazarus von Murom, griechisch-orthodoxer Missionar in Karelien und Heiliger der Russisch-Orthodoxen Kirche († 1391)

## Gestorben

### Erstes Halbjahr
- 5. Januar: Dschingkim, Sohn von Kublai Khan und Kronprinz des mongolischen Großkhanats (* 1243)
- 1. Februar: Simon II. de Clermont, Herr von Ailly und Nesle (* vor 1216)
- 19. März: Alexander III., König von Schottland (* 1241)
- vor dem 3. April: Roger de Clifford, englischer Ritter, Militär und Beamter (* um 1221)
- 26. April: Heinrich II. von Finstingen, Erzbischof von Trier
- 25. Mai: Bernhard I., Herzog von Jauer und Herzog von Löwenberg (* um 1255)

### Zweites Halbjahr
- 4./5. Juli: Hartmann von Dillingen, Bischof von Augsburg
- 30. Juli: Gregorius Bar-Hebraeus, Arzt, Historiker, Gelehrter und Katholikos der Syrisch-Orthodoxen Kirche von Antiochien (* 1226)
- 25. September: Matthäus von Vendôme, Abt von St. Denis und Regent von Frankreich
- 8. Oktober: Johann I. von Dreux, Herzog der Bretagne (* 1217)
- vor dem 31. Oktober: Kunigunde von Eisenberg, Markgräfin von Meißen und Landgräfin von Thüringen (* um 1245)
- 10. November: Heinrich von Bolanden, Mitglied des Trierer Domkapitels (* um 1215)
- 22. November: Erik V., König von Dänemark (* 1249)

### Genaues Todesdatum unbekannt
- Abu Yusuf Yaqub, Sultan der Meriniden in Marokko
- Jehan Boinebroke, französischer Kaufmann
- Johannes Fasolus, römischer Rechtsgelehrter (* 1223)
- Bertram Morneweg, Ratsherr von Lübeck
- Sofia Eriksdotter von Dänemark, Königin von Schweden
- Wilhelm von Moerbeke, flämischer Geistlicher und Übersetzer antiker Schriften (* um 1215)

### Gestorben um 1286
- Bernhard I., Herr zu Werle (* um 1245)
- 1286/1287: Gruffydd ap Gwenwynwyn, Lord des walisischen Fürstentums Powys (* vor 1216)
- 1286, 1287 oder 1306: Adam de la Halle, französischer Dichter und Komponist, Troubadour (* um 1237)
- 1286: Nantovinus, Heiliger